# Veilchen-Scheckenfalter
Der Veilchen-Scheckenfalter (Euphydryas cynthia) ist ein Schmetterling (Tagfalter) aus der Familie der Edelfalter (Nymphalidae). Das Artepitheton leitet sich von Kynthia (lateinisch Cynthia, „die vom Berg Kynthos Kommende“), einem Beinamen der Artemis aus der griechischen Mythologie ab.

## Merkmale
Die Falter erreichen eine Flügelspannweite von 35 bis 40 Millimetern. Die Männchen sind unverwechselbar gefärbt: Sie haben dunkelbraune, ins Schwarze gehende Flügeloberseiten, auf denen ein weißes Muster und mehreren orange Flecken zu sehen sind. Nahe dem hinteren Flügelrand verläuft außen eine weiße Punktreihe und dahinter eine orange, mit etwas größeren, schwarz gekernten Punkten. Die Weibchen sehen dem Goldenen Scheckenfalter (Euphydryas aurinia) ähnlich, wobei sie ebenfalls eine dunkelbraune, aber leicht bläulich schimmernde Grundfärbung und ein in hellem und dunklerem orange abgestuftes, fast rechteckiges Muster aufweisen. Die Unterseite der Hinterflügel sind sowohl bei den Männchen als auch bei den Weibchen orange gefärbt und haben am Rand und in der Mitte helle Binden. Um den Flügelansatz finden sich weitere helle Flecken. Zwischen den beiden Binden verläuft eine Reihe aus kleinen, schwarzen Punkten, die aber im Gegensatz zum Goldenen Scheckenfalter nicht hell umrandet sind.

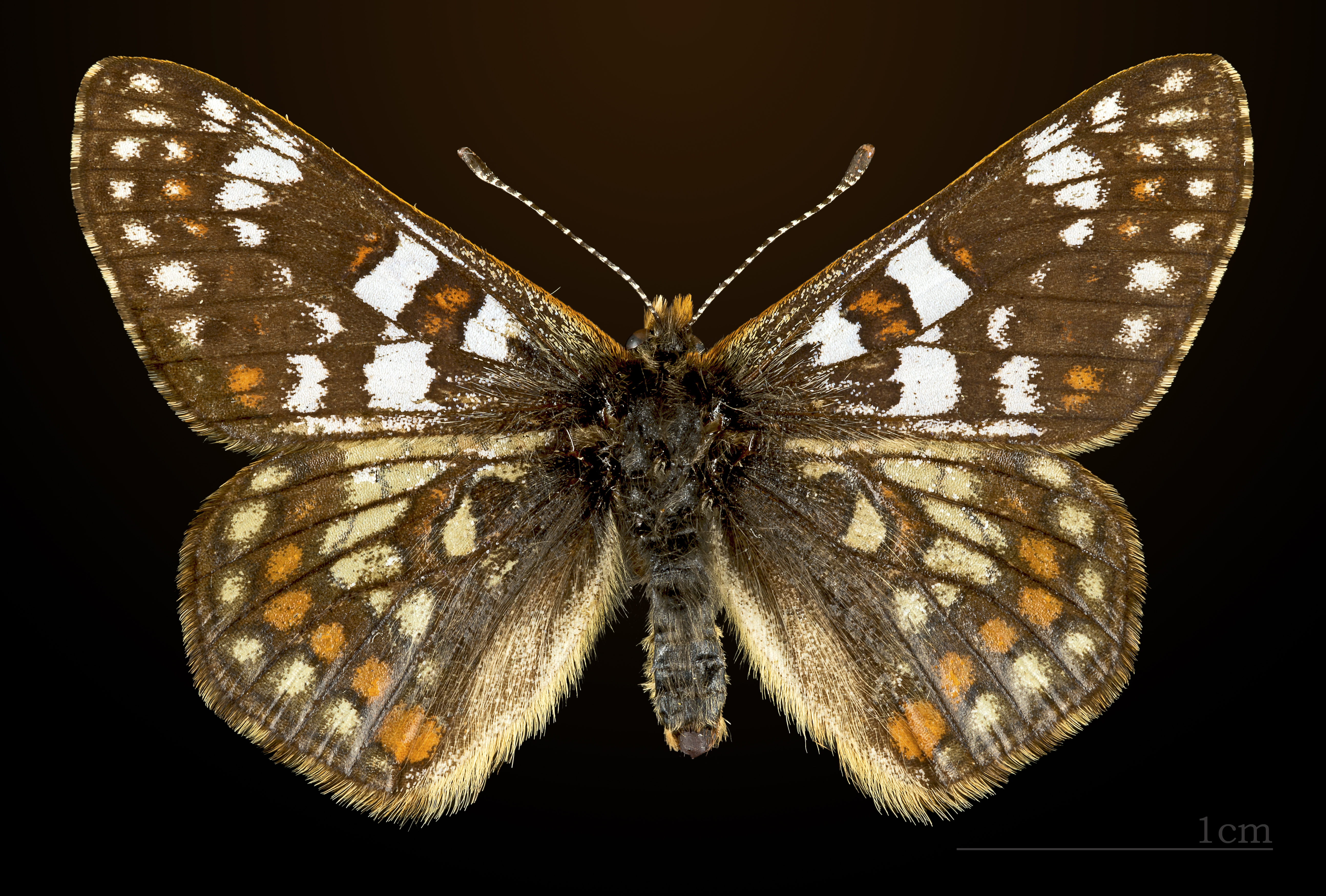
♂
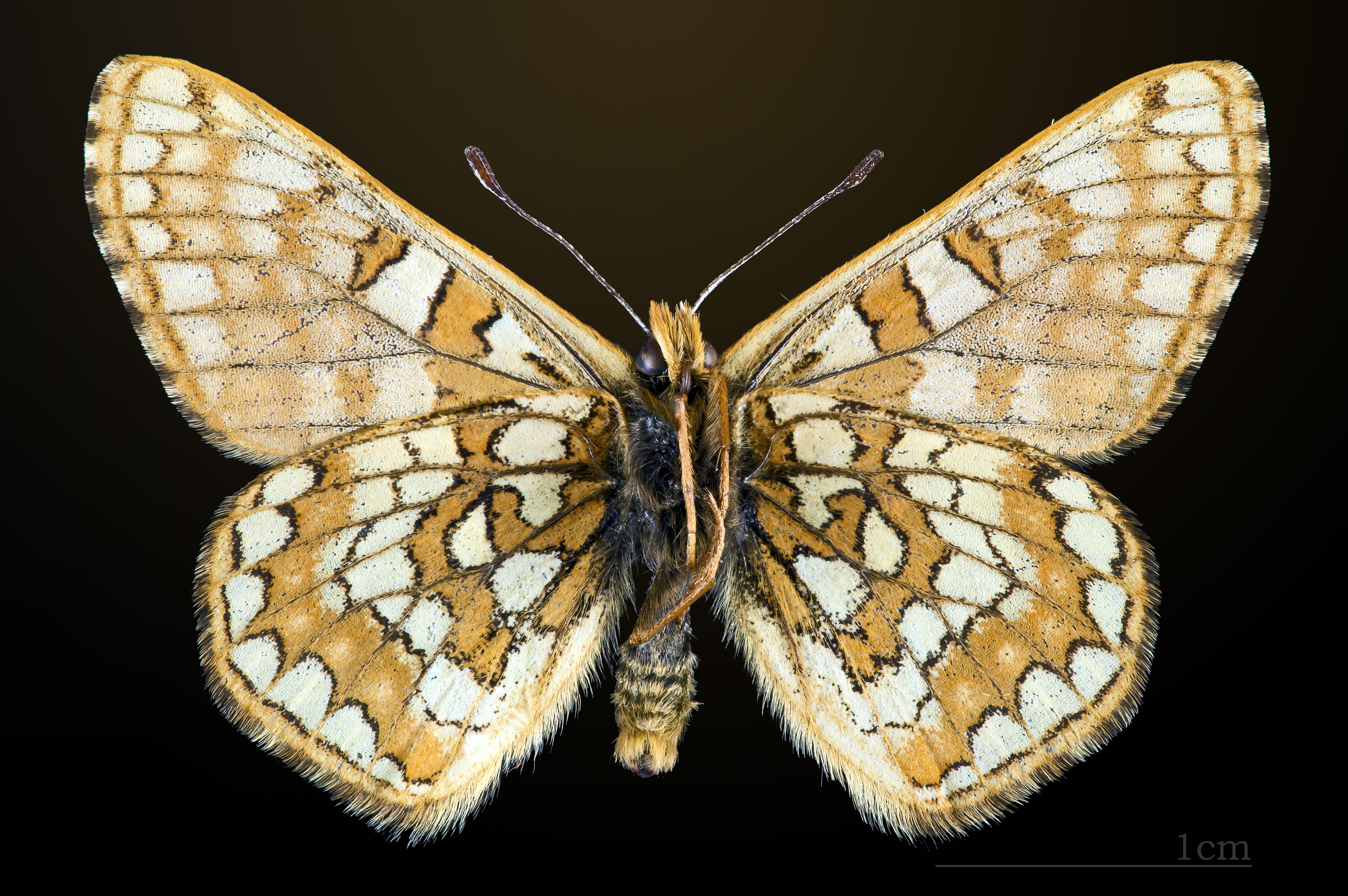
♂ △
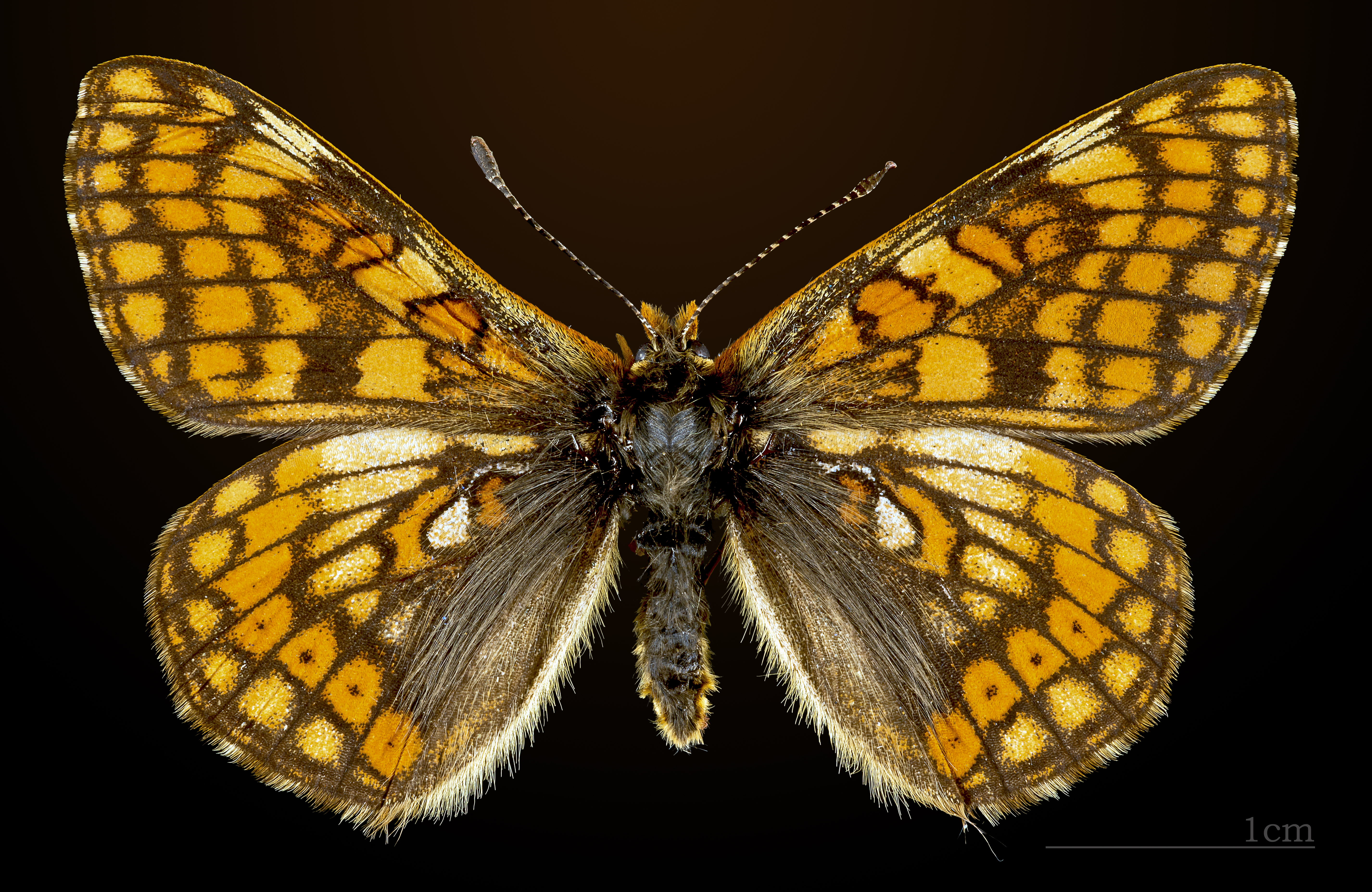
♀
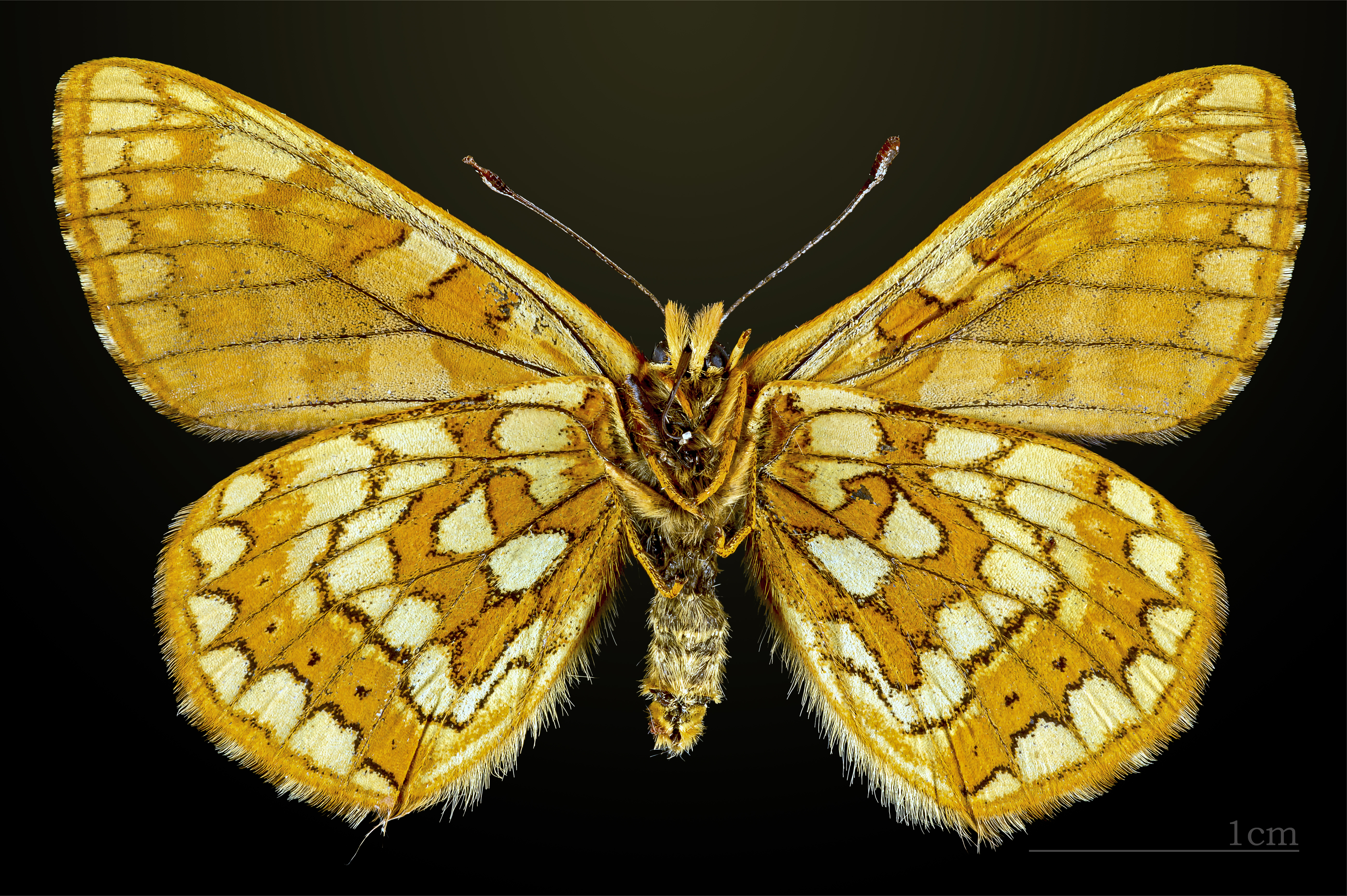
♀ △

Die Raupen werden ca. 30 Millimeter lang und sind schwarz gefärbt. Sie haben aber auf dem hinteren Rand von jedem Segment grell gelb gefärbte Ringe und mehrere, eng beieinander liegende gelbe Flecken.

### Ähnliche Arten
- Goldener Scheckenfalter (Euphydryas aurinia), (nur Weibchen)

## Verbreitung
Die Tiere leben nur in den Alpen in einer Höhe von 1.500 bis 3.000 Metern auf alpinen Matten und steinigen Flächen, in tieferen Regionen auch auf feuchten Wiesen, Heiden und Hangmooren. Sie sind selten, aber jahresweise in manchen Regionen sehr häufig.

### Flugzeit
Sie fliegen in einer Generation von Ende Juni bis Mitte Juli, wobei die Flugzeit stark von der Witterung abhängig ist.

## Lebensweise
Die Falter sind bei warmer Witterung sehr scheu, sitzen aber an kühlen oder windigen Tagen, besonders am Morgen, mit geöffneten Flügeln auf warmen Steinen oder Kuhfladen um sich zu wärmen.

### Nahrung der Raupen
Die Raupen ernähren sich von Alpen-Wegerich (Plantago alpina) und Langsporn-Veilchen (Viola calcarata). Vermutlich werden aber auch andere krautige Pflanzen gefressen. Die Aufzucht kann mit Spitzwegerich (Plantago lanceolata) erfolgen.

## Entwicklung
Die Weibchen legen ihre Eier in kleinen Häufchen an die Unterseite der Blätter ihrer Futterpflanzen. Die Jungraupen leben gesellig in einem Gespinst, leben aber später solitär. Sie überwintern zwei Mal, bevor sie sich meist an Steinen in schwarz und weiß gefleckten Puppen verpuppen. Gelegentlich kommt es zu Massenvermehrungen, diese werden aber durch Parasitenbefall noch vor dem Schlupf dezimiert.